# Pantalicha
Pantalicha (ukr. Панталиха, Pantałycha) – wieś na Ukrainie  w rejonie tarnopolskim należącym do obwodu tarnopolskiego.
W II Rzeczypospolitej wieś w powiecie trembowelskim w województwie tarnopolskim. W latach 1944–1945 nacjonaliści ukraińscy z OUN-UPA zamordowali tutaj 8 Polaków.
Do 2020 w rejonie trembowelskim.